# 971 Alsatia
Alsatia (asteroide 971) é um asteroide da cintura principal com um diâmetro de 63,75 quilómetros, a 2,2123885 UA. Possui uma excentricidade de 0,1619577 e um período orbital de 1 566,71 dias (4,29 anos).
Alsatia tem uma velocidade orbital média de 18,33137442 km/s e uma inclinação de 13,77122º.
Esse asteroide foi descoberto em 23 de Novembro de 1921 por Alexandre Schaumasse.